# 科技創業培育計劃
創業培育計劃 
是香港科技園公司提供的創業培育服務管理計劃，為科技創業培育公司提供硬件支援包括辦公室及共享設施、科研技術和管理支援;以及軟件支援例如津貼資助、市場推廣發展等服務，助科技企業在促進創新科研時能夠事半功倍，讓他們得以蓬勃發展以及發揮商業潛能。
計劃包括為創新網絡和手機應用程式開發公司而設的網動科技創業培育計劃，亦有為新晉科技公司而設的科技創業培育計劃以及生物科技創業培育計劃 ，其目標是透過提供軟硬件支援，推動以創意產業及科技創新為本新成立的創新科技企業。

### 網動科技創業培育計劃(Incu-App)
Incu-App中心為培育企業創造彼此了解的機會，以及互相交流創新概念的平台。中心配備會議室、聯誼空間以及影印和打印機等設備。培育計劃企業亦可使用各種電腦移動裝置，以便測試系統運作。

### 生物科技創業培育計劃(Incu-Bio)
四年制的生物科技創業培育計劃(Incu-Bio)專為生物實驗而新成立的生物科技公司而設。Incu-bio為培育企業提供租金補貼租用生物科技中心的獨立實驗室，以及其他硬件支援服務。

### 科技創業培育計劃(Incu-Tech)
三年制的科技創業培育計劃(Incu-Tech)提供專業高端的科技支援中心及有經驗的專業工程師咨詢服務，以支援初創公司在電子、綠色科技、資訊及通訊科技以及新物料精密工程開發上有充足的準備，節省投資成本。

## 参見
- 香港科學園
- 大埔工業邨
- 元朗工業邨
- 將軍澳工業邨

## 外部連結
- 香港科技園
- 科技創業培育計劃
- Incu-App
- Incu-bio  （页面存档备份，存于）
- Incu-Tech （页面存档备份，存于）